# Brasserie La Barbiot
Brasserie La Barbiot is een Belgische artisanale microbrouwerij te Ville-sur-Haine (Le Rœulx) in de provincie Henegouwen.

## Geschiedenis
Groenteboer Roger Barbiot besloot tot het starten van een brouwerij in 2001 en vanaf december 2004 was de officiële oprichting een feit. In 2005 werden de eerste twee bieren La Barbiot Blonde & Ambrée op de markt gebracht, op basis van recepten waar een achttal jaren mee geëxperimenteerd was. Barbiot gebruikt enkel mout, water, gist en hop en suiker bij de nagisting op fles. Er wordt 700 liter per maand gebrouwen. Op de etiketten van de bieren staat de afbeelding van de nabijgelegen Scheepslift van Strépy-Thieu.

## Bieren
- La Barbiot Ambrée, amber, 9,5%
- La Barbiot Blonde, blond, 7%[1]